# Рожново (Великопольське воєводство)
Рожново (пол. Rożnowo, нім. Ruschdorf) — село в Польщі, у гміні Оборники Оборницького повіту Великопольського воєводства.
Населення — 1672 особи (2011).
У 1975-1998 роках село належало до Познанського воєводства.

## Демографія
Демографічна структура станом на 31 березня 2011 року:
|          | Загалом | Допрацездатний вік | Працездатний вік | Постпрацездатний вік |
| -------- | ------- | ------------------ | ---------------- | -------------------- |
| Чоловіки | 836     | 202                | 577              | 57                   |
| Жінки    | 836     | 212                | 485              | 139                  |
| Разом    | 1672    | 414                | 1062             | 196                  |